# Милан Р. Јовановић
Милан Р. Јовановић (Надрље, 20. јануар 1972) српски је фрулаш.

## Биографија
Рођен је у селу Надрљу, на обронцима гледићких планина, општина Рековац у радничко - сељакој породици од оца Радована и мајке Десанке.
Тренутно живи у Течићу а ради у Општинској управи у Рековцу.
Хобији су му писање поезије, новела, анегдота и сликање.

## Школовање
Основну школу похађао је ОШ "Душан Поповић" у селу Надрљу 1 - 3 разред, а од 4. до 8. разреда ОШ "Светозар Марковић" у Рековцу.
Средњу економску школу завршио је у Рековцу и стекао занимање економски техничар. Економски факултет завршио је у Крагујевцу и стекао звање дипломирани економиста.

## Рад на пољу музике
Свирањем фруле бави се више од 30 година.  Ученик је познатог фрулаша и градитеља фруле, мајстора Митра Васића
Као дете наступао на многим такмичењима и фестивалима изворног народног стваралаштва.
Своје бављење музиком углавном заснива на неговању изворног народног стваралаштва, нарочито оног из Левча. 
Лепота и раскош изворне музике левачког поднебља надахнула је многе уметнике, а посебно Милана Р. Јовановића, тако да је цео свој досадашњи уметнички век посветио извођењу и очувању музике свога краја.
Све прикупљене песме и игре из села Надрља записао је нотално и припремио за издавање књиге "Српске народне песме и игре из Левча 1838—1938." (2016.Рековац)
Посебну вредност даје са својим музичким учитељом Митром Васићем музичком албуму "Србска народна кола из Левча" у сарадњи са ансамблом „Ренесанс“.
Бави се племенитим радом на сакупљању и очувању Српског народног музичког предања.

## Награде
- Плакета на 8. Сабору инструменталних солиста на изворним народним инструментима, Грљан,септембар 1985. г.
- Повеља на Конкурсу "Карађорђе и Карађорђевићи" из области музике, 2006. године
- Повеља "Бративоје Марковић" за дугогодишњи допринос развоју културе у Општини Рековац, 7. август 2016. г.
- Октобарско признање за промоцију Општине Рековац, поводом Дана Општине Рековац, 17. октобра 2017. г. и многе друге.

## Музичка издања
- Србска народна кола из Левча - Митар Васић, Милан Јовановић и Ансабл Ренесанс